# Ша, Роджер
Роджер Ша (англ. Roger Shah), также известный под псевдонимом DJ Shah — немецкий диджей и продюсер в жанре транс. Считается неофициальным создателем стиля «балеарик-транс». С 2008 года приставка DJ была убрана и сейчас выступает под своим настоящим именем — Roger Shah, а также издаёт музыку под псевдонимами Sunlounger, Savannah и др., сотрудничая с различными музыкантами и вокалистами.

## Начало карьеры
Творческий путь Роджера берёт свое начало в середине 90-х, когда среди немецкой публики начало набирать популярность техно. В частности, Германия считается родиной таких подстилей, как шранц и хард-техно, что не могло не наложить отпечаток на формирование музыкального вкуса будущего диджея. На раннем этапе своей карьеры он пробовал себя в хард-трансе, поэтому первые работы Роджера существенно отличаются по звучанию от того, что было написано за последние годы. Первый сингл, который был отмечен вниманием зрителей, — «Claps» — вышел в 1999 году и попал в топ-5 танцевального чарта Германии. Этот трек получил поддержку многих европейских диджеев и помог Роджеру заявить о себе. В этом же году свет увидел ещё одну его работу под названием «Commandments», которая стала одним из главных танцевальных хитов года в Германии.

## Путь к славе
Особое звучание мелодий, написанных Роджером, и новый подход к написанию музыки не могли остаться вне поле зрения публики и ведущих мировых лейблов. Начиная с 2005 года с ним начинают активно сотрудничать такие гранды транс-сцены, как Пол ван Дайк, Армин ван Бюрен, Above & Beyond, Ферри Корстен, Cosmic Gate и др.. Тиесто, который на тот момент возглавлял рейтинг диджеев по версии журнала DJ Mag, включил трек «Zanzibar» в свою компиляцию In Search Of Sunrise: Los Angeles. Параллельно с этим он начинает работу над проектом Sunlounger, в котором делает акцент на красивые гитарные партии и мягкое, мелодичное звучание, получившее впоследствии название «балеарик» (англ. balearic trance) по ассоциации с Балеарскими островами — пристанищем самых продвинутых клабберов со всего мира. Первый же сингл под названием «White Sand» имеет ошеломительный успех и получает отличный промоушн от Армина, на лейбле которого Ша уже выпустил несколько довольно успешных релизов. Композиция звучит на ежегодном шоу Armin Only 2006, где гитарную партию исполнил брат Армина, Эллер ван Бюрен, а также входит в итоговую компиляцию «A State of Trance 2006». Подписав контракт с голландским диджеем, Роджер продолжает активную продюсерскую деятельность, работая с различными музыкальными коллективами, отдельными вокалистками и гитаристами.
Уже имея за плечами более чем десятилетний опыт и около сотни треков, выпущенных под разными именами и в составе различных коллективов, Роджер раскручивает свой сольный проект — DJ Shah. Полноценно заниматься диджеингом и гастролировать он начинает только в 2008 году и сразу же покоряет публику своими тёплыми, мелодичными сетами, состоящими в большинстве из собственных композиций или ремиксов. Тесное сотрудничество с всё тем же Армином привело к появлению одного из главных хитов года — «Going Wrong».

## Радиошоу и свой лейбл
2008 год без преувеличения можно назвать годом триумфа для Роджера. В мае выходит второй альбом от Sunlounger — «Sunny Tales», а месяцем позже появляется и второй (но дебютный в жанре Балеарик) альбом от DJ Shah под названием «Songbook». Туда вошли такие нашумевшие композиции, как «Who Will Find Me» и «Back To You», в которых вокальную партию исполнила Адрина Соурп (англ. Adrina Thorpe), «Sunday Morning 2.8», «Going Wrong» и другие. Двухдисковый альбом включил 14 композиций в оригинальной и акустической версиях. Роджер к тому моменту на пару со своим братом Патриком (псевдоним — Pedro Del Mar) уже несколько лет вёл популярную на немецком радио передачу «Mellomania Deluxe», но 2 мая свет увидел новый радио-проект Роджера, который назывался Magic Island: Music for Balearic People. В конце года вышла микс-компиляция с одноимённым названием, в которую были включены лучшие треки, прозвучавшие в эфире, причём это были как собственные работы Роджера, так и других музыкантов.
В этом же году Роджер переносит свой подлейбл Magic Island Recordings с собственного лейбла "Shah-Music" на Armada Music, на котором теперь выпускает релизы, альбомы и компиляции всех своих проектов, а также других продюсеров, которые считают свою музыку соответствующей тематике его лейбла. В завершение потрясающего года Роджер занял 58-е место в рейтинге диджеев по версии DJ Mag и был номинирован на звание «Прорыв года 2008», а его трек «Lost» был признан лучшим по мнению слушателей радиошоу A State of Trance. С ноября 2008 префикс «DJ» был убран и Роджер стал выступать под своим настоящим именем — Roger Shah. Как сообщалось на официальном сайте (недоступная ссылка) артиста:

Думаю, это более личное. Да и к тому же я сам ощущаю себя куда больше, чем просто диджеем.
Действительно, он является ещё и продюсером, композитором и промоутером, а выступления Роджера — это не просто сведение треков, а полноценное шоу, которое сопровождается игрой на синтезаторе, пианино и других музыкальных инструментах.

## Дискография
| Альбомы - 2000 — The Album - 2008 — Songbook - 2011 — Openminded!? - 2018 — No Boundaries Компиляции - 2005 — The Ultimate Chillout Collection - 2008 — Sunlounger Sessions - 2008 — Magic Island Music for Balearic People - 2009 — Magic Island Music for Balearic People Vol.2 - 2010 — Magic Island Music for Balearic People Vol.3 - 2012 — Magic Island Music for Balearic People Vol.4 - 2014 — Magic Island Music for Balearic People Vol.5 - 2015 — Global Experience with Brian Laruso and Roger Shah - 2015 — Magic Island Music for Balearic People Vol.6 Синглы - 1999 — Claps - 1999 — Commandments - 2000 — Riddim - 2001 — Tides Of Time (feat. No Iron) - 2002 — High - 2003 — Sunday Morning - 2004 — Sunset Road (with York) - 2006 — Beautiful - 2007 — Palmarosa - 2007 — Who Will Find Me (feat. Adrina Thorpe) - 2008 — Going Wrong (with Armin van Buuren feat. Chris Jones) - 2008 — Don’t Wake Me Up (feat. Inger Hansen) - 2008 — Back To You (feat. Adrina Thorpe) - 2009 — You’re So Cool (with Tenishia feat. Lorilee) - 2009 — To The Sky (feat. Chris Jones) - 2009 — Healesville Sanctuary (with Signum) - 2010 — Hold On (with Judge Jules feat. Amanda Angelic) - 2010 — Catch A Cloud (with Tenishia feat. Lorilee) - 2010 — Ancient World (with Signum) - 2010 — Over & Over 2010/Guaba Beach | Альбомы - 2007 — Another Day On The Terrace - 2008 — Sunny Tales - 2010 — The Beach Side Of Life - 2013 — Balearic Beauty - 2021 – Sunsets & Bonfires Синглы - 2006 — White Sand - 2007 — Aguas Blancas - 2007 — In & Out - 2008 — Crawling (feat. Zara) - 2008 — Catwalk / Mediterranean Flower - 2008 — Lost (feat. Zara) - 2009 — Change Your Mind (feat. Kyler England) - 2010 — Found (feat. Zara Taylor) - 2010 — Breaking Waves (feat. Inger Hansen) - 2010 — The Beach Side Of Life Album Sampler - 2010 — Beautiful Night (feat. Antonia Lucas) - 2011 — Feels like heaven (feat. Zara Taylor) |